# Ikechukwu Uche

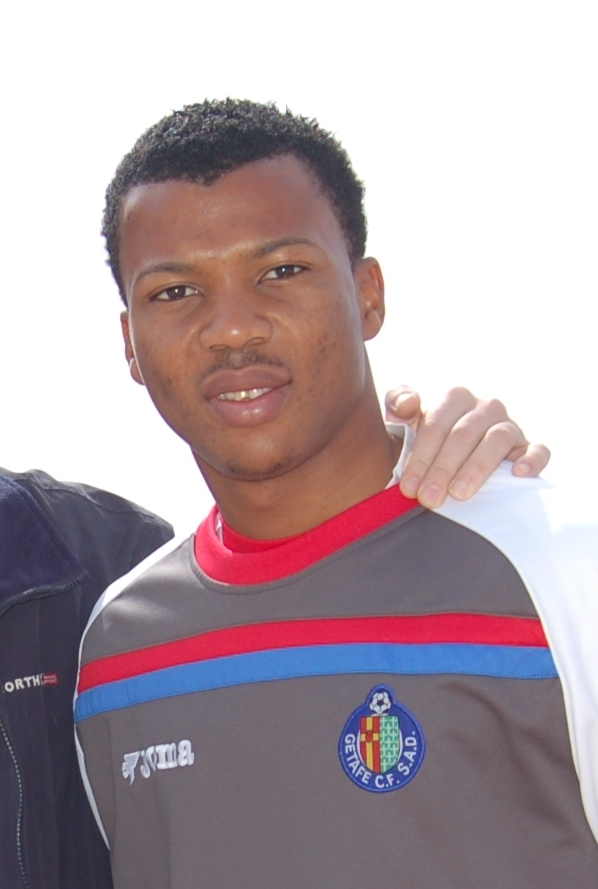
Ikechukwu Uche.

Ikechukwu Uche, född 5 januari 1984 i Aba, är en nigeriansk fotbollsspelare som spelar som anfallare. Ikechukwu Uche är yngre bror till Kalu Uche. Ibland refereras han som Uche Ikechukwu, vilket är en liten förväxling med Uche Okechukwu. Det finns ännu en nigeriansk internationell fotbollsspelare som heter Ikechukwu Kalu.
Hans karriär började i Nigeria med Amanze United och Iwuanyanwu Nationale. Han gick till Recreativo de Huelva under 2003, och gjorde elva mål under sin första säsong hos klubben. 2009 skrev han på för Real Zaragoza. Han spelar nu i Málaga CF, på lån från Tigres de la UANL.